# Tamarindillo
Tamarindillo är en ort i Mexiko.   Den ligger i kommunen San Marcos och delstaten Guerrero, i den södra delen av landet, 300 km söder om huvudstaden Mexico City. Tamarindillo ligger 71 meter över havet och antalet invånare är 222.
Terrängen runt Tamarindillo är platt. Runt Tamarindillo är det tätbefolkat, med 397 invånare per kvadratkilometer. Närmaste större samhälle är San Marcos, 19,9 km öster om Tamarindillo. I omgivningarna runt Tamarindillo växer i huvudsak lövfällande lövskog.